# NGC 6901
NGC 6901 је спирална галаксија у сазвежђу Орао која се налази на NGC листи објеката дубоког неба.
Деклинација објекта је + 6° 25' 47" а ректасцензија 20h 22m 21,6s. Привидна величина (магнитуда) објекта NGC 6901 износи 14,0 а фотографска магнитуда 14,8. NGC 6901 је још познат и под ознакама IC 5000, UGC 11542, MCG 1-52-2, CGCG 399-2, IRAS 20199+0616, PGC 64552.